# Kaplica św. Dominiki w Dingli
Kaplica św. Dominiki (malt. Kappella ta’ Santa Duminka) – XVII-wieczna rzymskokatolicka kaplica w Dingli na Malcie pod wezwaniem Świętej Dominiki. Wchodzi w skład parafii w Dingli.

## Historia
Kaplica św. Dominiki została ufundowana 25 lutego 1669 przez szlachcica Marc’Antonio Inguaneza i jego żonę Monikę, i wzniesiona na jego ziemiach jako ius patronatus. Znajduje się na terenie ogrodu Diar il-Bniet.

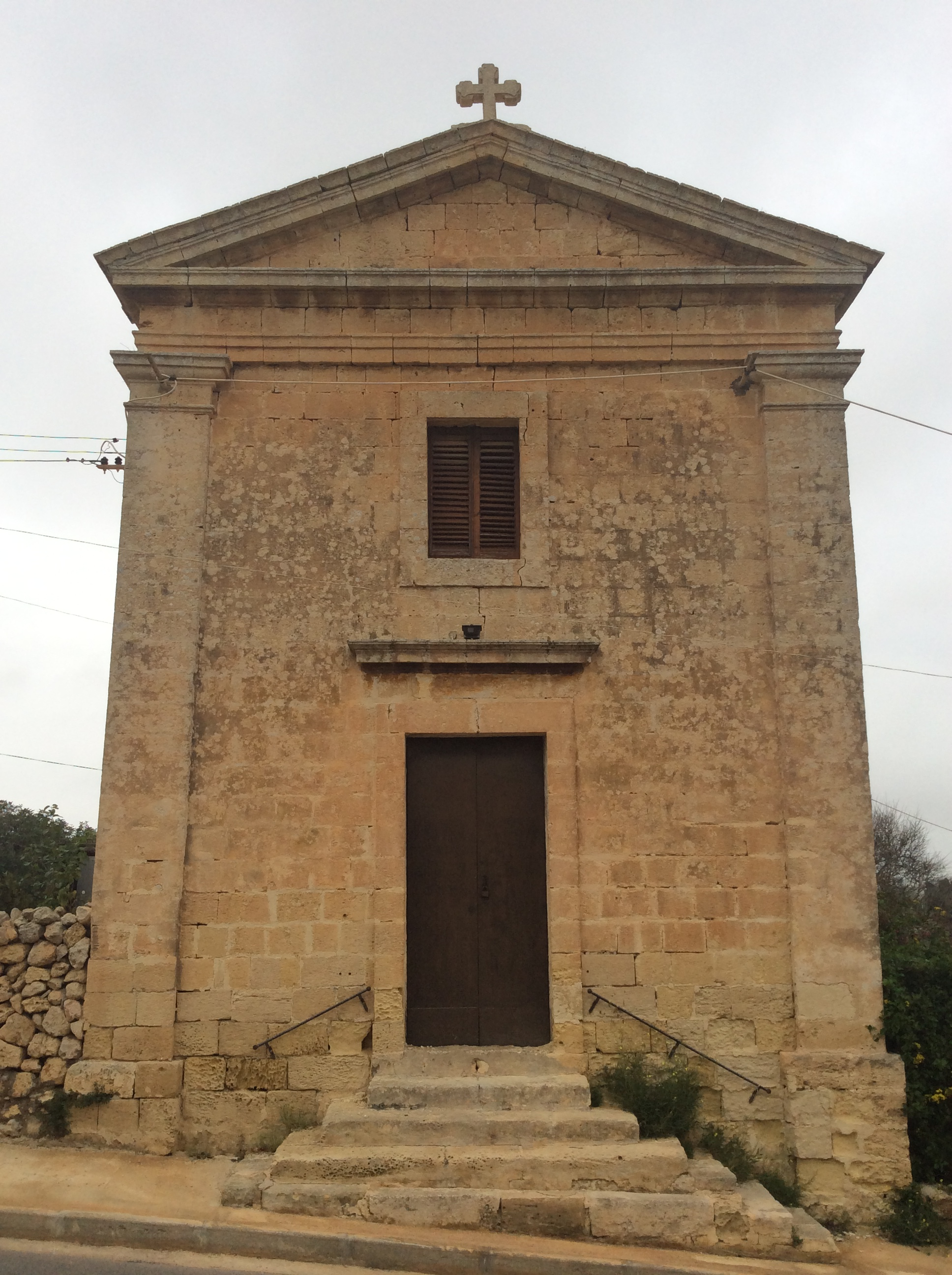
Fasada kaplicy.

## Architektura
Świątynia jest niewielka i ma prostą fasadę, na którą składają się prostokątne drzwi, prosty okap nad nimi, wyżej zaś okno. Do drzwi prowadzą cztery stopnie. Fasada oflankowana jest dwoma płaskimi pilastrami z doryckimi kapitelami. Na pilastrach wspiera się belkowanie i trójkątny fronton, który zwieńczony jest małym kamiennym krzyżem.

### Wnętrze kaplicy
W kaplicy znajduje się jeden ołtarz.

## Kaplica dziś
Święto patronalne kaplicy obchodzone jest 7 lipca. 

## Ochrona dziedzictwa kulturowego
28 marca 2014 kaplica została umieszczona w National Inventory of the Cultural Property of the Maltese Islands pod numerem 2313.